# Gabriel Bertrand

Bertrands Regel: Geringe Einnahmedosen lebenswichtiger Substanzen führen zum Tod durch Mangel, Überdosierung zum Tod durch Vergiftung. Die Körper- beziehungsweise Organfunktion ist hier als Funktion der Einnahmedosis aufgetragen.

Gabriel Émile Bertrand (* 17. Mai 1867 in Paris; † 20. Juni 1962 ebenda) war ein französischer Biochemiker.

## Leben
Bertrand wuchs in Paris auf, wo er 1886 das Baccalauréat ablegte. Im Jahr 1894 erhielt er an der École de Pharmacie sein Diplom in Pharmazie. 1900 war er Mitarbeiter der biochemischen Abteilung am Institut Pasteur und an der Naturwissenschaftlichen Fakultät der Universität Paris. Den Doktortitel erhielt er 1904. Nach dem 22. April 1915 forschte er als wissenschaftlicher Berater (als Mitglied der Inspection des études et expériences chimiques, IEEC) des französischen Kriegsministeriums an chemischen Waffen.
Er stellte im Verlauf seiner späteren Forschungen die Bedeutung der Diastasen und der Spurenelemente für den Stoffwechsel der Zelle hervor. Daneben untersuchte er das Venin einiger Schlangenarten in Zusammenarbeit mit Césaire Phisalix.
Er starb am 20. Juni 1962 im Institut Pasteur. Dort ist ein Flügel des Gebäudes Duclaux nach ihm benannt.

## Mitgliedschaften und Ehrungen
- 1911: Auswärtiges Mitglied der Königlich Dänischen Akademie der Wissenschaften
- 1924: Académie des sciences
- 1924: Russische Akademie der Wissenschaften (Korrespondierendes Mitglied)[2]
- 1926: Académie d’agriculture de France
- 1927: Ehrendoktor der Universität Krakau
- 1931: Académie de médecine
- 1932: Wahl zum Mitglied der Deutschen Akademie der Naturforscher Leopoldina.[3]
- 1932: Auswärtiges Mitglied der Königlich Niederländischen Akademie der Wissenschaften[4]
- 1934: Kommandeur der Ehrenlegion